# Mycodrosophila biceps
Mycodrosophila biceps är en tvåvingeart som beskrevs av Kang, Lee och Bahng 1966. Mycodrosophila biceps ingår i släktet Mycodrosophila och familjen daggflugor. Inga underarter finns listade i Catalogue of Life.